# GHV2
GHV2 (viết tắt của Greatest Hits Volume 2) là album tuyển tập thứ hai của ca sĩ người Mỹ Madonna, phát hành ngày 12 tháng 11 năm 2001 bởi Maverick Records và Warner Bros. Records. Sau khi kết thúc chuyến lưu diễn Drowned World Tour (2001), nữ ca sĩ bắt đầu thực hiện dự án với tiêu chí chỉ lựa chọn "những bài hát có thể nghe năm lần liên tiếp". Đĩa nhạc là tập hợp những đĩa đơn trích từ bốn album phòng thu gần nhất của Madonna: Erotica (1992), Bedtime Stories (1994), Ray of Light (1998) và Music (2000), nhằm kỷ niệm thập kỷ thứ hai của cô hoạt động trong ngành công nghiệp âm nhạc. Ngoài ra, GHV2 cũng bao gồm một số bản nhạc phim như "Don't Cry for Me Argentina" và "Beautiful Stranger". Đóng vai trò như phần tiếp theo của album tuyển tập đầu tiên The Immaculate Collection (1990), đĩa nhạc lại không bao gồm bất kỳ bản nhạc mới nào.
Được phát hành cùng thời điểm với album video Drowned World Tour 2001, GHV2 đa phần nhận được những phản ứng tích cực từ các nhà phê bình âm nhạc, trong đó họ coi đây là một tuyển tập thiết yếu để đánh dấu thập niên thứ hai trong sự nghiệp của Madonna, mặc dù vấp phải một số ý kiến chỉ trích cho rằng đĩa nhạc thiếu những bài hát mới và đã bỏ qua một số tác phẩm nổi tiếng khác của cô trong thập niên 1990. Album cũng gặt hái những thành công đáng kể về mặt thương mại khi thống trị bảng xếp hạng tại Áo và lọt vào top 10 ở nhiều quốc gia khác, bao gồm vươn đến top 5 ở những thị trường lón như Úc, Đức, Ireland, Na Uy, Tây Ban Nha, Thụy Sĩ và Vương quốc Anh. GHV2 ra mắt ở vị trí thứ bảy trên bảng xếp hạng Billboard 200 với 150,000 bản, trở thành album thứ 14 liên tiếp của Madonna lọt vào top 10 tại Hoa Kỳ và được chứng nhận đĩa Bạch kim bởi Hiệp hội Công nghiệp Ghi âm Hoa Kỳ (RIAA).
Một đĩa đơn quảng bá mang tên "GHV2 Megamix" đã được phát hành để quảng bá cho đĩa nhạc, bao gồm những bản phối lại do một số nhà sản xuất như Thunderpuss, John Rocks & Mac Quayle và Tracy Young thực hiện, nhưng chỉ phát sóng hạn chế trên đài phát thanh và không xuất hiện trong danh sách bài hát chính thức của GHV2. Ngoài ra, một album phối lại đặc biệt cũng được ra mắt với tên gọi GHV2 Remixed: The Best of 1991–2001. Khác với những album trước, Madonna không tham gia phỏng vấn truyền thông và trình diễn trực tiếp tại những chương trình truyền hình và lễ trao giải, do cô đang ở Malta để bắt đầu quá trình ghi hình cho bộ phim năm 2002 Swept Away. Mặc dù được phát hành vào cuối năm 2001, GHV2 vẫn là album bán chạy thứ 12 trong năm với 4.5 triệu bản, và tính đến nay đã bán được hơn bảy triệu bản trên toàn cầu.

## Danh sách bài hát
| GHV2 – Phiên bản tiêu chuẩn | GHV2 – Phiên bản tiêu chuẩn              | GHV2 – Phiên bản tiêu chuẩn                                           | GHV2 – Phiên bản tiêu chuẩn                  | GHV2 – Phiên bản tiêu chuẩn |
| STT                         | Nhan đề                                  | Sáng tác                                                              | Album gốc                                    | Thời lượng                  |
| --------------------------- | ---------------------------------------- | --------------------------------------------------------------------- | -------------------------------------------- | --------------------------- |
| 1.                          | "Deeper and Deeper" (bản 7”)             | Madonna Shep Pettibone Anthony Shimkin                                | Erotica (1992)                               | 4:54                        |
| 2.                          | "Erotica" (bản radio)                    | Madonna Pettibone                                                     | Erotica                                      | 4:33                        |
| 3.                          | "Human Nature" (bản radio)               | Madonna Dave "Jam" Hall Shawn McKenzie Kevin McKenzie Michael Deering | Bedtime Stories (1994)                       | 4:31                        |
| 4.                          | "Secret" (bản chỉnh sửa)                 | Madonna Dallas Austin                                                 | Bedtime Stories                              | 4:30                        |
| 5.                          | "Don't Cry for Me Argentina" (bản radio) | Tim Rice Andrew Lloyd Webber                                          | Evita (1996)                                 | 4:50                        |
| 6.                          | "Bedtime Story" (bản chỉnh sửa)          | Nellee Hooper Björk Marius DeVries                                    | Bedtime Stories                              | 4:07                        |
| 7.                          | "The Power of Good-Bye"                  | Madonna Rick Nowels                                                   | Ray of Light (1998)                          | 4:11                        |
| 8.                          | "Beautiful Stranger" (bản radio)         | Madonna William Orbit                                                 | Austin Powers: The Spy Who Shagged Me (1999) | 3:57                        |
| 9.                          | "Frozen" (bản chỉnh sửa)                 | Madonna Patrick Leonard                                               | Ray of Light                                 | 5:09                        |
| 10.                         | "Take a Bow" (bản chỉnh sửa)             | Babyface Madonna                                                      | Bedtime Stories                              | 4:31                        |
| 11.                         | "Ray of Light" (bản radio)               | Madonna Orbit Clive Muldoon Dave Curtis Christine Leach               | Ray of Light                                 | 4:35                        |
| 12.                         | "Don't Tell Me"                          | Madonna Mirwais Ahmadzaï Joe Henry                                    | Music (2000)                                 | 4:40                        |
| 13.                         | "What It Feels Like for a Girl"          | Madonna Guy Sigsworth                                                 | Music                                        | 4:44                        |
| 14.                         | "Drowned World/Substitute for Love"      | Madonna Orbit Rod McKuen Anita Kerr David Collins                     | Ray of Light                                 | 5:09                        |
| 15.                         | "Music"                                  | Madonna Ahmadzaï                                                      | Music                                        | 3:45                        |
| Tổng thời lượng:            | Tổng thời lượng:                         | Tổng thời lượng:                                                      | Tổng thời lượng:                             | 68:06                       |

| GHV2 Remixed: The Best of 1991–2001 – Đĩa quảng bá CD1 | GHV2 Remixed: The Best of 1991–2001 – Đĩa quảng bá CD1                | GHV2 Remixed: The Best of 1991–2001 – Đĩa quảng bá CD1 | GHV2 Remixed: The Best of 1991–2001 – Đĩa quảng bá CD1 |
| STT                                                    | Nhan đề                                                               | Người phối lại                                         | Thời lượng                                             |
| ------------------------------------------------------ | --------------------------------------------------------------------- | ------------------------------------------------------ | ------------------------------------------------------ |
| 1.                                                     | "What It Feels Like for a Girl" (That Kid Chris Caligula 2001 Mix)    | Chris Staropoli                                        | 9:51                                                   |
| 2.                                                     | "Don't Tell Me" (Timo Maas Mix)                                       | Timo Maas                                              | 6:56                                                   |
| 3.                                                     | "Drowned World/Substitute for Love" (BT & Sasha Bucklodge Ashram Mix) | BT Sasha                                               | 9:27                                                   |
| 4.                                                     | "Human Nature" (Bottom Heavy Dub)                                     | Danny Tenaglia                                         | 7:56                                                   |
| 5.                                                     | "Frozen" (Calderone Extended Club Mix)                                | Victor Calderone                                       | 11:17                                                  |
| 6.                                                     | "Erotica" (Masters at Work Dub)                                       | Masters at Work                                        | 4:50                                                   |

| GHV2 Remixed: The Best of 1991–2001 – Đĩa quảng bá CD2 | GHV2 Remixed: The Best of 1991–2001 – Đĩa quảng bá CD2 | GHV2 Remixed: The Best of 1991–2001 – Đĩa quảng bá CD2 | GHV2 Remixed: The Best of 1991–2001 – Đĩa quảng bá CD2 |
| STT                                                    | Nhan đề                                                | Người phối lại                                         | Thời lượng                                             |
| ------------------------------------------------------ | ------------------------------------------------------ | ------------------------------------------------------ | ------------------------------------------------------ |
| 1.                                                     | "Deeper and Deeper" (David's Klub Mix)                 | David Morales                                          | 7:39                                                   |
| 2.                                                     | "Ray of Light" (Calderone Club Mix)                    | Calderone                                              | 9:30                                                   |
| 3.                                                     | "Beautiful Stranger" (Calderone Club Mix)              | Calderone                                              | 10:12                                                  |
| 4.                                                     | "Bedtime Story" (Luscious Dub Mix)                     | Mark Picchiotti Terri Bristol                          | 7:40                                                   |
| 5.                                                     | "Secret" (Junior's Sound Factory Dub)                  | Junior Vasquez                                         | 7:58                                                   |
| 6.                                                     | "Music" (HQ2 Club Mix)                                 | Hex Hector Max Quayle                                  | 8:50                                                   |
| Tổng thời lượng:                                       | Tổng thời lượng:                                       | Tổng thời lượng:                                       | 102:06                                                 |

## Xếp hạng
| Bảng xếp hạng (2001-02)                  | Vị trí cao nhất |
| ---------------------------------------- | --------------- |
| Album Argentina (CAPIF)                  | 8               |
| Album Úc (ARIA)                          | 3               |
| Album Áo (Ö3 Austria)                    | 1               |
| Album Bỉ (Ultratop Vlaanderen)           | 3               |
| Album Bỉ (Ultratop Wallonie)             | 9               |
| Album Canada (Nielsen SoundScan)         | 11              |
| Album Cộng hòa Séc (ČNS IFPI)            | 19              |
| Album Đan Mạch (Hitlisten)               | 19              |
| Album Hà Lan (Album Top 100)             | 13              |
| Album Châu Âu (Music & Media)            | 3               |
| Album Phần Lan (Suomen virallinen lista) | 11              |
| Album Pháp Tổng hợp (SNEP)               | 2               |
| Album Đức (Offizielle Top 100)           | 3               |
| Album Hy Lạp (IFPI Greece)               | 4               |
| Album Hungaria (MAHASZ)                  | 8               |
| Album Iceland (Tónlist)                  | 5               |
| Album Ireland (IRMA)                     | 2               |
| Album Ý (FIMI)                           | 7               |
| Album New Zealand (RMNZ)                 | 8               |
| Album Na Uy (VG-lista)                   | 5               |
| Album Ba Lan (ZPAV)                      | 21              |
| Album Scotland (OCC)                     | 2               |
| Album Singapore (RIAS)                   | 6               |
| Album Nam Phi (RiSA)                     | 11              |
| Album Slovakia (IFPI)                    | 7               |
| Album Tây Ban Nha (PROMUSICAE)           | 3               |
| Album Thụy Điển (Sverigetopplistan)      | 23              |
| Album Thụy Sĩ (Schweizer Hitparade)      | 3               |
| Album Anh Quốc (OCC)                     | 2               |
| Album Hoa Kỳ Billboard 200               | 7               |

| Bảng xếp hạng (2001)  | Vị trí cao nhất |
| --------------------- | --------------- |
| Album Hàn Quốc (RIAK) | 6               |

| Bảng xếp hạng (2001)                             | Vị trí |
| ------------------------------------------------ | ------ |
| Album Úc (ARIA)                                  | 56     |
| Album Áo (Ö3 Austria)                            | 61     |
| Album Bỉ (Ultratop Flanders)                     | 83     |
| Album Bỉ (Ultratop Wallonia)                     | 90     |
| Album Canada (Nielsen SoundScan)                 | 91     |
| Album Đan Mạch (Hitlisten)                       | 77     |
| Album Hà Lan (Album Top 100)                     | 90     |
| Album Phần Lan Quốc tế (Suomen virallinen lista) | 11     |
| Album Pháp Tổng hợp (SNEP)                       | 5      |
| Album Hungaria (MAHASZ)                          | 109    |
| Album Na Uy Giáng sinh (VG-lista)                | 10     |
| Album Na Uy Mùa xuân (VG-lista)                  | 15     |
| Album Thụy Sĩ (Schweizer Hitparade)              | 74     |
| Album Anh Quốc (OCC)                             | 20     |
| Album Toàn cầu (IFPI)                            | 12     |
| Bảng xếp hạng (2002)                             | Vị trí |
| Album Úc (ARIA)                                  | 44     |
| Album Áo (Ö3 Austria)                            | 50     |
| Album Châu Âu (Music & Media)                    | 62     |
| Album Phần Lan Quốc tế (Suomen virallinen lista) | 34     |
| Album Anh Quốc (OCC)                             | 101    |
| Hoa Kỳ Billboard 200                             | 58     |

## Chứng nhận
| Quốc gia                                                                           | Chứng nhận  | Số đơn vị/doanh số chứng nhận |
| ---------------------------------------------------------------------------------- | ----------- | ----------------------------- |
| Argentina (CAPIF)                                                                  | 2× Bạch kim | 80.000^                       |
| Úc (ARIA)                                                                          | 2× Bạch kim | 140.000^                      |
| Bỉ (BEA)                                                                           | Bạch kim    | 50.000*                       |
| Brasil (Pro-Música Brasil)                                                         | Bạch kim    | 125.000*                      |
| Canada (Music Canada)                                                              | Bạch kim    | 100.000^                      |
| Đan Mạch (IFPI Đan Mạch)                                                           | Vàng        | 25.000^                       |
| Phần Lan (Musiikkituottajat)                                                       | Bạch kim    | 33,179                        |
| Pháp (SNEP)                                                                        | Bạch kim    | 300.000*                      |
| Đức (BVMI)                                                                         | Bạch kim    | 500.000^                      |
| Nhật Bản (RIAJ)                                                                    | Bạch kim    | 200.000^                      |
| México (AMPROFON)                                                                  | Vàng        | 75.000^                       |
| Hà Lan (NVPI)                                                                      | Bạch kim    | 80.000^                       |
| New Zealand (RMNZ)                                                                 | Vàng        | 7.500^                        |
| Ba Lan (ZPAV)                                                                      | Vàng        | 62,000                        |
| Nam Phi (RISA)                                                                     | Vàng        | 25.000*                       |
| Hàn Quốc (KMCA)                                                                    | —           | 32,468                        |
| Tây Ban Nha (PROMUSICAE)                                                           | 2× Bạch kim | 200.000^                      |
| Thụy Điển (GLF)                                                                    | Bạch kim    | 80.000^                       |
| Thụy Sĩ (IFPI)                                                                     | Bạch kim    | 40.000^                       |
| Anh Quốc (BPI)                                                                     | 2× Bạch kim | 868,500                       |
| Hoa Kỳ (RIAA)                                                                      | Bạch kim    | 1,487,000                     |
| Tổng hợp                                                                           |             |                               |
| Châu Âu (IFPI)                                                                     | 2× Bạch kim | 2.000.000*                    |
| Toàn cầu                                                                           | —           | 7,000,000                     |
| * Chứng nhận dựa theo doanh số tiêu thụ. ^ Chứng nhận dựa theo doanh số nhập hàng. |             |                               |